# Qujing
Qujing, tidigare romaniserat Kütsing, är en stad på prefekturnivå i Yunnan-provinsen i sydvästra Kina. Den ligger omkring 150 kilometer nordost om provinshuvudstaden Kunming.

## Administrativ indelning
Qujing upptar en yta som är något större än Småland och består till större delen av landsbygd som utgör cirka 75 procent av prefekturen och indelas i sju härad. Själva staden Qujing består av ett stadsdistrikt, dessutom lyder en stad på häradsnivå under Qujing.
- Stadsdistriktet Qilin - 麒麟区 ; Qílín Qū ;
- Staden Xuanwei - 宣威市 Xuānwēi Shì ;
- Häradet Malong - 马龙县 Mǎlóng Xiàn ;
- Häradet Zhanyi - 沾益县 Zhānyì Xiàn ;
- Häradet Fuyuan - 富源县 Fùyuán Xiàn ;
- Häradet Luoping - 罗平县 Luópíng Xiàn ;
- Häradet Shizong - 师宗县 Shīzōng Xiàn ;
- Häradet Luliang - 陆良县 Lùliáng Xiàn ;
- Häradet Huize - 会泽县 Huìzé Xiàn.

## Klimat
Genomsnittlig årsnederbörd är 1 282 millimeter. Den regnigaste månaden är juni, med i genomsnitt 306 mm nederbörd, och den torraste är januari, med 14 mm nederbörd.